# Taconisbosk
Het Taconisbosk (ook: Taconisbos) is een natuurgebied van 12 hectare bij Nieuweschoot in de Nederlandse provincie Friesland.
Het eiken- en berkenbos ligt op de flank van het Tjongerdal, tussen de Tjonger en Nieuweschoot. Het ligt te midden van agrarisch gebied en wordt beheerd door It Fryske Gea. Het glooiende gebied ligt op een zandrug, een oeroude oeverwal van de Tjonger, de natuurlijke grens van Heerenveen met Weststellingwerf. Dit 'woeste' terrein werd deels ontgonnen en voor een ander deel met bos beplant. Aan de vele zogenoemde 'rabatten' is te zien dat het bos in het begin werd gebruikt voor houtwinning. Het Taconisbosk van nu is veel dichter begroeid dan vroeger. Door het rechttoe rechtaan bos loopt een breed pad dat aan het einde uitzicht biedt op de vroegere hooilanden bij de Tjonger.

## Familie Taconis
Het bos is genoemd naar Johannes Hendrik Taconis (Heerenveen, 17 april 1863 - Oranjewoud, 29 oktober 1949), eigenaar van tabaksfabriek "De Rokende Moor" aan de Gedempte Molenwijk in Heerenveen. Letter zou de fabriek worden verplaatst naar Leeuwarden. De familie Taconis had bij Nieuweschoot ook landerijen met pachtboerderijen. Aan de westkant van het bos ligt, een beetje verscholen, een vijver met enkele heuveltjes. Volgens overlevering zou hier destijds een bouwwerk hebben gestaan dat gebruikt werd als jachthut of zomerhuis. Van de zoon van Johannes Hendrik (Jan Gelinde) is bekend dat hij een jachtliefhebber was. 

## Klompenpad en kerkenpad
Het bos is bereikbaar via een historisch kerken- en klompenpad. De kerken van Oudeschoot, Nieuweschoot en Rotstergaast waren door dit kerkenpad met elkaar verbonden. De kerken hadden samen één dominee, die elke zondag zes kilometer moest lopen om in alle drie de kerken het woord te verkondigen. Een deel van dit pad bestaat nog. Het loopt over de begraafplaats de Skoatterhof en langs een monumentaal gotisch kerkje met een klokkenstoel. De muren van het kerkje bestaan uit oude kloostermoppen, de klok is uit de 14e eeuw. Het pad loopt verder dwars door het cultuurlandschap met houtwallen langs het Taconisbosk tot aan de Engelenvaart. Vroeger kon met een pontje worden overgestoken om het pad te kunnen vervolgen naar Rotstergaast.
Aeltsjemar
· De Alde Feanen
· Bakkeveense Duinen
· Bancopolder
· Bekhofschaans
· Bjirmen
· Blauhúster Puollen
· Bocht fan Molkwar
· Botmar
· Bouwepet
· Buismans Einekoai
· Bûtenfjild
· Van Coehoornbosk
· Delleboersterheide
· Diakonieveen
· Dobbe Stienser Aldlân
· Dobben Hurdegarypsterwarren
· Dunegeaster- en Follegeasterpolder
· Dyksfearten
· Eanjumerkolken
· Easterskar
· Einekoai Piaam
· Einekoaien Lytse Geast
· De Fluezen
· Grikelân en Turkije
· Grutte Wielen
· Heide Hulstreed
· De Hon
· Huitebuersterbûtenpolder
· Joodse begraafplaats Tacozijl
· Joodse begraafplaats Noordwolde
· Kapellepôle
· Ketelermar
· Ketliker Skar
· Kobbelân
· Lendebos
· Lindevallei
· Liphústerheide
· Makkumersúdmar
· Makkumerwaarden
· Mandefjild
· Martenastate
· Meulebos
· Meulereed
· Mokkebank
· Mûntsebuorsterpolder
· Noard-Fryslân Bûtendyks
· 't Oerd
· Ottema Wiersma reservaat
· Park Huize Olterterp
· Park Jongemastate
· Peazemerlannen
· Petgatten De Feanhoop
· Polders Koarnwert
· Ringwiel
· Rysterbosk
· De Ryp
· Schaopedobbe
· Séfonsterpolder
· Sippen-finnen
· Skiedingsboskje
· Slachtedyk
· Steile Bank
· Stokersdobbe
· Sudermarpolder
· Syp Set
· Taconisbosk
· Tsjongerwâlen
· Teroelster Sipen
· Unlân fan Jelsma
· Van Asperen einekoaien
· Warkumermar
· Warkumerwaard
· 't West
· Wilhelmina-oard
· Ychtenerfeanpolder